# Comté de Lennox et Addington
Pour les articles homonymes, voir Lennox et Addington.
Le comté de Lennox et Addington est un comté situé dans l'est de la province canadienne de l'Ontario. Le centre administratif est à Napanee. En 2016, la population était de 42 888 habitants.